# Nambalia
Nambalia ("z obce Nambal") byl rod vývojově primitivního sauropodomorfního dinosaura, který žil v období svrchního triasu (nor-rét, asi před 210 až 202 miliony let) na území dnešní jihovýchodní Indie (Ándhrapradéš). Fosílie dinosaura byly objeveny v souvrství Maleri. Ve stejných sedimentech byl objeven také plateosaurid rodu Jaklapallisaurus, popsaný ve stejné studii z roku 2011.

## Popis
Rozměry tohoto dinosaura nelze přesně určit. Pravděpodobně však dosahoval délky kolem 6 metrů a hmotnosti zhruba 500 kilogramů.